# Assedio di Gibilterra (1349-1350)
L'assedio di Gibilterra del 1349-1350, anche noto come quinto assedio di Gibilterra, coincise con il secondo tentativo eseguito dal re Alfonso XI di Castiglia di riconquistare la città fortificata di Gibilterra. Il presidio era ritornato in mano ai Mori nel 1333 nell'ambito del terzo assedio di Gibilterra. L'assedio avvenne a seguito anni di conflitto intermittente tra i regni cristiani di Spagna e il sultanato moresco di Granada, che era sostenuto dal sultanato merinide del Marocco. Una serie di sconfitte e vicende politiche travagliate tra le file moresche aveva reso la penisola un'enclave musulmana all'interno del territorio castigliano. Il suo isolamento geografico fu compensato dalla robustezza delle sue fortificazioni, notevolmente migliorate dal 1333. Alfonso portò un esercito di circa 20 000 uomini, insieme alla sua amante e ai loro cinque figli illegittimi, a scavare a nord di Gibilterra per un lungo assedio. Nel nuovo anno del 1350, tuttavia, la peste nera raggiunse anche l'accampamento castigliano; benché Alfonso rifiutò di abbandonare l'assedio, egli stesso fu contagiato dall'epidemia nel marzo del 1350, morendo verso la fine del mese.

## Contesto storico
Alfonso XI aveva tentato di riconquistare Gibilterra nell'estate del 1333, subito dopo che la città fortificata era stata conquistata dai Mori grazie a un'operazione militare di poco precedente, ma dovette ritirarsi dopo due mesi di incerti combattenti. La pace tornò temporaneamente a regnare grazie a una tregua di quattro anni scaduta nel 1338.
Dopo aver ripreso il conflitto nel 1339, i Mori affrontarono una stagione politica particolarmente travagliata. Un esercito marocchino sotto Abd al-Malik Abd al-Wahid fu spazzato via dai castigliani nel 1339, mentre nel 1340 un'armata assai più numerosa sotto Yusuf I di Granada e il sultano Abu l-Hasan 'Ali ibn 'Uthman del Marocco persero la battaglia del rio Salado combattuta contro un esercito cristiano che rappresentava tutti i regni spagnoli cristiani e del Portogallo. Questo episodio coincise con una delle maggiori battaglie della Reconquista, in quanto entrambe le fazioni schierarono forse 150 000-200 000 soldati; le fonti moresche ammettevano perdite umane pari a 60 000 uomini. Sebbene la sconfitta avesse reso l'Andalusia moresca estremamente vulnerabile, i regni cristiani non sfruttarono il loro vantaggio e concessero tempo ai propri avversari di riallestire le difese.

## Caduta di Algeciras
Nell'agosto 1342, Alfonso XI cinse d'assedio il porto strategico di Algeciras sul lato occidentale della baia di Gibilterra con una forza navale castigliana che bloccava l'accesso della città al mare. L'assedio di venti mesi assunse un valore storico notevole per l'impiego del cannone da parte dei Mori; si rivelò una delle prime occasioni durante la quale tali armi trovarono efficace impiego nella guerra europea. Sebbene la Castiglia non fosse riuscita nell'avanzata, nessuna delle due parti riuscì a prendere il sopravvento fino a quando la flotta iberica riuscì a fare breccia attraverso l'ingresso del porto di Algeciras, ponendo in essere un blocco. Con la guarnigione ormai completamente tagliata fuori, Yusuf I si rassegnò alla sconfitta nel marzo 1344 e propose una tregua di quindici anni in cambio della resa di Algeciras, consentendo alla guarnigione di ritirarsi in maniera pacifica; inoltre, negoziò la ripresa dei pagamenti dei tributi da parte della Granada alla Castiglia. Alfonso XI accettò la proposta, ma propose una riduzione della durata della tregua a un periodo decennale.
La tregua durò solo fino al 1348, quando Abu al-Hasan Ali ibn Othman fu rovesciato da suo figlio Abu 'Inan Faris. Yusuf I riprese le ostilità compiendo una razzia nel territorio castigliano. Ciò diede ad Alfonso XI l'opportunità di dichiarare alla corti castigliane nel dicembre 1348 che avrebbe marciato contro Gibilterra, la quale appariva ormai un'enclave moresca all'interno della Castiglia. Ciò non la rendeva comunque un bersaglio facile, considerando che la città era stata sostanzialmente rifortificata con nuove mura, torri e una cittadella notevolmente rafforzata, il castello moresco. Molte delle debolezze emerse durante assedi del 1333, tra cui la mancanza di fortificazioni nel sud di Gibilterra, non sembravano più profilarsi all'orizzonte.

## Assedio e peste

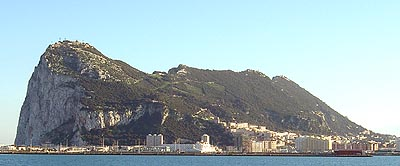
Gibilterra vista da nord-ovest

Alfonso XI lanciò la sua spedizione nell'agosto del 1349, dopo aver compiuto ampi preparativi per assicurarsi che non avrebbe affrontato i problemi che avevano vanificato il suo tentativo del 1333. Egli raccolse denaro attraverso tre prelievi straordinari, ottenendo dapprima delle quote della decima ecclesiastica su concessione del papa, il quale aveva approvato le campagne di Alfonso proclamando una crociata, vendendo poi delle terre reali e facendo infine sciogliere e vendere i gioielli della corona. Esercitò inoltre un controllo molto più capillare sui suoi nobili rispetto al 1333, con molti dei grandi nobili di Castiglia che dovettero accompagnarlo nella spedizione. Egli stabilì il suo accampamento principale nell'area di La Línea de la Concepción, a nord di Gibilterra, circondandosi di un esercito di circa 20 000 uomini. I castigliani non tentarono di assaltare Gibilterra, ma si stabilirono preparandosi a un lungo assedio e scavato fossati difensivi attraverso l'istmo per bloccare i tentativi avversari di fuga. Il sito si presentava in maniera più simile a una città che a un accampamento temporaneo, con delle baracche costruite per l'esercito. Alfonso portò persino con sé il grosso della sua famiglia dalla sua amante Leonora de Guzman, quattro maschi e una femmina, con il figlio legittimo Pietro rimasto a Siviglia. Durante la campagna, il monarca portò con sé dei rudimentali cannoni in quella che avrebbe rappresentato la prima occasione durante la quale sarebbero state impiegate delle armi a polvere da sparo contro le fortificazioni di Gibilterra.
L'assedio si trascinò per tutto l'autunno e l'inverno senza che vi fosse alcun segno che facesse presupporre una resa della guarnigione. Nel 1350, la peste nera, che aveva imperversato nell'Europa occidentale negli ultimi due anni, raggiunse anche l'accampamento. Lo scoppio dell'epidemia causò il panico quando un numero crescente di truppe castigliane iniziò a morire di peste. I generali, i nobili e le dame della casa reale si unirono in preghiera e supplicarono Alfonso di annullare l'assedio, ma questi rifiutò; secondo i cronisti castigliani, egli sguainò la spada e dichiarò che non sarebbe partito fino a quando Gibilterra non fosse ritornata di nuovo in mano cristiana. Come riferisce la Chronica de Alfonso XI:
La determinazione di Alfonso gli sarebbe presto costata la vita. La Chronica ricorda che «fu volontà di Dio che il Re si ammalasse e avvertisse forti dolori, morendo di Venerdì Santo, il 27 marzo dell'anno di nostro Signore Gesù Cristo 1350». La sua morte coincise con l'immediata fine dell'assedio. Si trattò dell'unico monarca medievale ad essere morto per via della peste. Yusuf I, che aveva organizzato una forza di soccorso, lasciò che i castigliani si ritirassero in pace, mentre la guarnigione moresca di Gibilterra abbandonò la sicurezza delle mura della città per salutare il corteo funebre del re castigliano. I Mori riconobbero di aver avuto fortuna in quel frangente; come scriverà in seguito lo storico arabo Ibn al-Khatib, «il re Alfonso era a un passo dall'ottenere l'intera penisola spagnola, [...] eppure mentre assediava Gibilterra, Allah nella sua grande saggezza favorì i fedeli nelle loro difficoltà».